# گلنویل (مینه‌سوتا)
گلنویل، مینه‌سوتا (به انگلیسی: Glenville, Minnesota) یک شهر در ایالات متحده آمریکا است که در شهرستان فری‌بورن، مینه‌سوتا واقع شده‌است.

## خصوصیات
گلنویل ۳٫۰۶ کیلومترمربع مساحت و ۶۴۳ نفر جمعیت دارد و ۳۷۶ متر بالاتر از سطح دریا واقع شده‌است.